# Костиево
Костиево е село в Южна България. То се намира в община Марица, област Пловдив. Населението му е около 1867 души (15 март 2024).

## География
Село Костиево се намира на 175 метра надморска височина в Горнотракийската низина, на 3 километра северно от река Марица и на 11 километра западно от центъра на град Пловдив. Землището на селото е с площ 23,695 квадратни километра.

## История
Селото се споменава за първи път в османски документ от 1576 година под името Кьосте.
Според местни легенди веднъж в селото нощува революционерът Васил Левски.
През 20-те години на XX век в селото за кратко съществува толстоистка колония.

## Население
Численост на населението според преброяванията през годините:
| \| Година на преброяване \| Численост \| \| --------------------- \| --------- \| \| 1934 \| 1475 \| \| 1946 \| 1615 \| \| 1956 \| 1597 \| \| 1965 \| 1567 \| \| 1975 \| 1669 \| \| 1985 \| 1645 \| \| 1992 \| 1906 \| \| 2001 \| 1784 \| \| 2011 \| 1824 \| \| 2021 \| 1812 \| |           |
| Година на преброяване | Численост |
| 1934 | 1475      |
| 1946 | 1615      |
| 1956 | 1597      |
| 1965 | 1567      |
| 1975 | 1669      |
| 1985 | 1645      |
| 1992 | 1906      |
| 2001 | 1784      |
| 2011 | 1824      |
| 2021 | 1812      |

Численост и дял на етническите групи според преброяването на населението през 2011 г.:
|                     | Численост | Дял (в %) |
| Общо                | 1824      | 100       |
| Българи             | 1220      | 66,88     |
| Турци               | 109       | 5,97      |
| Цигани              | 118       | 6,46      |
| Други               |           |           |
| Не се самоопределят |           |           |
| Неотговорили        | 354       | 19,40     |

## Управление
Кметът на селото е Георги Калоферов.

## Икономика
В Костиево се намират няколко предприятия.

## Инфраструктура
Училището в Костиево съществува от 1872 г., по спомени на възрастни жители на селото, а по официални данни от 1889 г., като се помещава в малка къща в двора на църквата. През 1929 – 1930 г. се построява южното крило на днешното училище, а през 1934 г. става основно училище с първи директор Рашко Семков. Основното училище в село Костиево носи името на двамата братя Кирил и Методий.

## Култура
Църквата „Света Троица“ е открита и осветена през 1905 г. Иконите и стенописите в нея са рисувани от пловдивския художник Георги Данчов.
Читалището „Цар Борис III“ е открито на 30 януари 1928 г. Председател е Стоица Хр. Джамбазов. Сградата на читалището е построена през 1942 г. и е преименувано на „Тодор Павлов“, а понастоящем носи името на поета-революционер Никола Йонков Вапцаров. През месец ноември 1959 г. се открива новият читалищен дом. В читалището се развиват дейности като: танци и пеене. Танцов състав „Хоп-троп“, „Мини хоп-троп“, танци за най-малките и Вокална група „Тракийка“. Всяка година от читалището се честват български обичаи като: Лазаруване, а от скоро и Коледуване и Кукери. Всяка година, на 3 март, се прави поход до паметника на капитан Бураго.
Всяка година в първата събота на месец юни се празнува традиционният селски събор.

## Личности
Родени в Костиево
- Кръсто Спасов, български революционер от ВМОРО, четник на Димитър Кирлиев[7]
- Трифон Михаилов, български революционер от ВМОРО, четник на Димитър Кирлиев[7]